# Vil·la Lola
Vil·la Lola també anomenada la Casa de la Punxa és un xalet al nucli de l'Ametlla del Vallès (al Vallès Oriental) el primer eixample de principis de segle a on trobem representats els estils més importants de primers del segle xx. És el moment en què l'Ametlla passà de ser un petit poble agrícola per a esdevenir un centre d'estiueig privilegiat per a la burgesia barcelonina. El fenomen de l'estiueig donà lloc a un altre fenomen arquitectònic: l'habitatge de temporada que té una importància remarcable a l'arquitectura catalana. Modernisme, noucentisme i eclecticisme es perllonguen en aquest tipus d'arquitectura fins gairebé la Guerra Civil Espanyola.
Edifici aïllat de tipologia ciutat jardí de planta baixa amb coberta plana. El cos de l'edifici és bastit sobre planta octogonal irregular. Al voltant de l'edifici amb forma allargassada hi ha el jardí amb tanca d'obra i reixa. En sobresurt una torre de planta octogonal amb coberta de gran pendent i ceràmica de color verd. Les obertures són de llinda plana amb motius decoratius i esgrafiats al voltant. A la façana principal, a la cornisa, hi ha un treball de reixa que s'assembla a un cistell.
Els elements formals i decoratius pertanyen al llenguatge eclèctic.